# او-۴۴۸
زیردریایی یو-۴۴۸ (به انگلیسی: German submarine U-448) یک زیردریایی بود که طول آن ۶۷٫۱ متر (۲۲۰ فوت ۲ اینچ) بود. این زیردریایی در سال ۱۹۴۲ ساخته شد.